# IZUMO2 -学園狂想曲-
『IZUMO2 -学園狂想曲-』（イズモ2 がくえんきょうそうきょく）はStudio e.go!のアダルトゲーム『IZUMO2』の正統な続編であるが、前作のどのエンディングからもつながっていない。前作から間もない時間帯でのストーリー。Studio e.go!ではお馴染みの原画家山本和枝によってキャラのデザインは一新され、新キャラクターなども登場する。
GN SoftwareによるPlayStation 2のコンシューマーゲームへの移植が2008年1月31日に『IZUMO2 -学園狂想曲- ダブルタクト』のタイトルで発売された（CEROレーティング12才以上対象）。

## ストーリー
ヒミコ軍と人間軍の戦争が終結し、もとの世界に戻ってきた猛たち。再び平穏な生活に戻る仲間たちだったが、それは突然打ち砕かれた。間もなくしてネノクニからサクヤが現代にやってきたのだ。さらには自称サクヤの婚約者なるニニギという少年が彼女を追いかけて現世にやってくる。サクヤの一言から猛とニニギは気まずい状況になりるが、何とかその場を収めネノクニからやってきた二人は塔馬家に居候することになり、猛の祖父六介の計らいで猛たちと同じ出雲学園に通うこととなった。だが、これがすべての始まりだった…。

## 概要
本作はIZUMO並びにIZUMO2と違い、日本神話を舞台にしたネノクニではなく主人公の住む現代世界で話が進む。その為か、ジャンルも『伝奇RPG』から『学園ラブコメAVG』となっている。

## 登場人物

### 主な登場人物
八岐 猛（やぎ たける）
声：小池竹蔵
本作でも主人公の一人。周囲の女の子達から好意を持たれているがまだ誰とも深い関係にはなっていない。ニニギから逃げて来たサクヤに皆の前で婚約者宣言されてしまう。前作のエンディングは全てパラレルワールドとなっている（ただし麻衣ルートのみは、前作の麻衣EDと繋がっていると解釈しても矛盾が生じない）。因みに琴乃ルートでは、まんま一作目のスサノオの格好をした彼を見る事が出来る。
大斗 剛（やまと たけし）
声：ビスケット子爵
本作のもう一人の主人公。前作の後はヒミコと共にネノクニに残っていたが、ニニギを追いかけてアシハラノクニに戻ってきた。行方不明として扱われていたが、六介の計らいで復学する。ヒミコとは相思相愛だが、親の決めた婚約者である汀の登場により、胃をすり減らすハメに。なお、一部のルートでは彼の視点に移行することもある。
ニニギ
声：木島宇太
本作からの新キャラ。サクヤの婚約者を自称しており猛を敵視している。実はサクヤの異母兄であり、アマテラスの姉であるツクヨミの子。そのため、妊娠が発覚した際は相当に揉めたらしい。前作で登場しなかったのは、オオナムジの罠に引っかかって閉じ込められていたため。ちなみに四聖獣には青龍以外に会ったことが無く、白虎に対して失礼発言を連発して黒コゲにされた。因みに、学園では『塔馬』の名字を使用している。
鈴木（すずき）
声：しがけんじ
猛の悪友。美女と美少女が大好きなトラブルメーカー。前作ではプロローグと中盤のみの登場であったが、今回は舞台が学園と言うこともあり、出ずっぱり。基本的な性格が似ているためか、ニニギとも仲良くなる。
サクヤ
声：みる
ネノクニの巫女であり、カグツチとアマテラスの娘。前作でネノクニに残ったが、ニニギの求婚から逃げるためにアシハラノクニへやって来た。その後、六介の計らいで塔馬家に居候し、出雲学園に通うことに。前作でもアシハラノクニに来たためか、あっさり順応している。ニニギ同様、学園では塔馬姓を名乗る。今作のメインヒロイン。
冬木 凪（ふゆき なぎ）
声：野神奈々
出雲学園の産休代理教師。猛たちのクラスの副担任になる。基本的に（相当な）おっちょこちょいだが、ピアノの演奏や料理は得意。実は一作目に登場した蜘蛛の精霊・楓の転生体。そのため、糸を自在に放出して操ることができる。今作の裏ヒロイン。因みに彼女のルートに進んだ場合、猛は一作目のパーティ（つまりカグツチの仲間達）のほとんどが、自分達の仲間の関係者である事を知る事になる。
白鳥 琴乃（しらとり ことの）
声：海原エレナ
猛の幼なじみで、家事が得意。前作では身体が弱かったが、ネノクニから帰還した後は丈夫になった。今作でも塔馬家の食事を作ったりしている。料理の腕は前作よりも上がったらしく、随所でその達人振りを発揮している。
白鳥 明日香（しらとり あすか）
声：木葉楓
琴乃の妹であり、同じく猛とも幼なじみ。弓道部に所属し、前作の戦いを経て、さらに腕を上げた模様。しかし、とまっている的では物足りない、と少々危険なことをもらしている。お菓子作りの腕も上がっており、喫茶店でのバイトもこなしている。ちなみに、サクヤとヒミコは彼女のクラスに編入する。
逢須 芹（おおす せり）
声：みすみ
猛の保護者である塔馬六介のひ孫にして自称猛の許婚。空手部所属だが、あまり参加しているようには見えない。前作で披露した音痴と殺人料理に磨きがかかっており、ひとたび歌えばクラス全員どころか悪霊まで気絶し、料理を口にすると精霊すら卒倒する。さらに料理二つを混ぜると有毒ガスが発生し空を飛んでいたカラスのヤタローも気絶する。白虎の弟子となる。
「剣道三倍段」の格言を猛に教える側から教わる側になっていたり、重度のカナヅチだったはずが汀と超人的な水泳競争を繰り広げたり、キスに対する感覚が「好きな人とするもの」から「うちの国（アメリカ）では挨拶」になっていたりと、本作で一番前作との矛盾が目立つ。
北河 麻衣（きたがわ まい）
声：細田なな
学生会長にして猛のクラスメイト。実はネノクニの出身。前作では、彼女のエンディング以外ではネノクニに残っていたが、今作では帰ってきたことになっている。問題児の多い猛のクラスのまとめ役であり、職員室では猛獣使いと呼ばれているらしい。昼間は学園で猛達をまとめ、夜は悪霊退治、学園祭準備と本作では一番の苦労人。
ヒミコ
声：柚木かなめ
悪霊を率いて猛たちと対立していた少女。剛と共に、アシハラノクニへとやって来た。剛とは相思相愛なのだが、突如現れた婚約者である汀とは激しい女の戦いを繰り広げる。前作では儚げな描写が多かったが、今作では（物腰こそ変わらないものの）かなりはっちゃけた性格になっている。また、前作では瞳にハイライトが無かったが、今作ではある。なお、学園では『大斗』姓を名乗る。
倉島 汀（くらしま みぎわ）
声：水野江麻
1作目に登場した倉島渚の一人娘であり、剛の婚約者。陽気で不敵な性格をしており、悠然とした雰囲気の持ち主。政略結婚に近いが、本人はもらってもらう気満々であり、ヒミコとは必然的にライバル関係となる。母親譲りのサーベル捌きと、剛とヒミコが束になっても敵わない戦闘能力の持ち主。実はヤマタノオロチの転生体であり、人並みはずれた戦闘能力はそのため。一人称は「ボク」。

### 精霊たち
精霊達も皆、アシハラノクニになぜか来ている。
青龍
声：羽音摩美
本作ではCDショップの店員。ファンが多い模様。あるイベントでは（綾香とも旧友である為）白鳥家に遊びに来ていて、猛と出くわす。
白虎
声：海原エレナ
本作では公園に出没する。普段何をしているのかは不明。アイスクリームが好き。今作では、サイダーで酔っ払う体質だと判明した。
玄武
声：森野花梨
本作では出雲学園の臨時保健医。やはりファンが多い。
朱雀
声：桃月らみあ
本作では明日香のバイト先の喫茶店の料理人。
八房
声：風音
登場以降、ほとんど猛のペットと化す。ルートによっては芹の毒料理の犠牲者となる。
イッコ
声：野神奈々
今作からの新キャラクターで、台風の精霊。青龍の眷属にして白虎の妹分。見た目も中身もかなり幼いが、能力は高い。
桃花
声：なし
一作目に登場した、桃の木の精霊。凪ルートに登場するが、人間態は非登場。
蔓
声：なし
二作目に登場した、ツタの精霊。桃花同様凪ルートに登場するが、人間態は非登場。

### その他
大斗 瑞親（やまと みずちか）
声：どてら4号
剛の父親（義父）。前作では猛と琴乃の会話で存在が触れられたのみだったが、今作では本格的に登場。仕事が忙しく、剛との仲はあまりうまくいっていなかったようだが、無断でネノクニに残っていた剛を本気で叱るなど、息子想いではある。汀を剛達に紹介した。骨董武器の収集を趣味としており、一作目に登場した七海から譲ってもらった弓（劇中では七海の名前自体は出てこないが、台詞から彼女と分かる）や、『IZUMO零』に登場した柳鉄舟の刀を所持しており、ルートによっては猛がその刀を使用する事になる。
白鳥 綾香（しらとり あやか）
声：海原エレナ
1作目に登場したヒロインの一人で、琴乃・明日香姉妹の母親（旧姓は橘）。前作の時点で出雲学園の保健医から絵本作家に転身している。今作ではとあるイベントで、声のみ登場。一作目に輪をかけておっとりした口調になっている。

## 特典内容
- IZUMO2 -学園狂想曲- ダブルタクト 限定版オリジナルドラマCD